# Ömer Toprak
Ömer Toprak (Ravensburg, Alemania, 21 de julio de 1989) es un exfutbolista turco. Jugaba de defensa y su último equipo fue el Antalyaspor de Turquía.

## Selección nacional
Fue internacional con la selección, jugó 27 partidos y anotó dos goles.

## Clubes
| Club                         | País     | Año       |
| ---------------------------- | -------- | --------- |
| S. C. Friburgo               | Alemania | 2007-2011 |
| Bayer 04 Leverkusen          | Alemania | 2011-2017 |
| Borussia Dortmund            | Alemania | 2017-2020 |
| S. V. Werder Bremen (cedido) | Alemania | 2019-2020 |
| S. V. Werder Bremen          | Alemania | 2020-2022 |
| Antalyaspor                  | Turquía  | 2022-2024 |

## Palmarés

### Títulos nacionales
| Título                | Club              | País     | Año  |
| --------------------- | ----------------- | -------- | ---- |
| Supercopa de Alemania | Borussia Dortmund | Alemania | 2019 |